# E My Sports
«E My Sports» (укр. «Мій кіберспорт») — сімнадцята серія тридцятого сезону мультсеріалу «Сімпсони», прем'єра якої відбулась 17 березня 2019 року у США на телеканалі «Fox».

## Сюжет
Сім'я насолоджується деякими настільними іграми в дощовий день, Гомер ладнає з Патті і Сельмою… Тоді всі вважають це дивним. Однак, вони усвідомлюють, що це викликане відсутністю Барта.
Гомер зізнається, що це він купив Барту дорогий ігровий комп'ютер, щоб відволікти хлопця. Барт грає в MOBA-гру «Конфлікт ворогів» з Мілгаусом, Софі (донькою Красті), Нельсоном та Мартіном. На наполяганні Мардж, Гомер намагається змусити Барта грати менше, але коли дізнається, що вони грають за приз у розмірі тисячі доларів, то відступає. Команда виграє змагання та проходить у турнір за 500 тисяч. Гомер виявляє пристрасть до тренування команди з кіберспорту.
Команда проходить кваліфікацію у Столиці і проходить до чемпіонату світу в Сеулі. Повернувшись додому, Ліса хоче відвідати буддійський храм Джог'єса в Південній Кореї, і бачить чемпіонат світу як можливість здійснити своє бажання. Тож Мардж погоджується також взяти її.
Прилетівши до Кореї, Гомер, Мардж і Ліса відвідують храм. У храмі Ліса відводить родину до монастиря, щоб ті позбулися прив'язки до матеріального і знайшли внутрішній Дзен. Гомер здається, досягає просвітлення… усвідомивши марність матеріального прибутку. Тож він вирішує, щоб інші також це «зрозуміли».
Під час чемпіонату Спрінґфілдська команда «Evergreen Terrors» змагається проти «Бразильських вибухів». Гомер знищує змагання, вимикаючи всю електроенергію на стадіоні. Матч скасовується, команда Барта програє, а на арені починається хаос.

## Виробництво
В інтерв'ю виданню «The Verge» сценарист серії Роб Лазебник розповів:
|  | Я пам’ятаю, що читав десь, що близько вісімдесяти мільйонів людей переглядало сезонний Чемпіонат світу сезону «League of Legends», що більше, ніж фінал НБА. Я також дивився документальний фільм «Безкоштовна гра», і всі відчули, що це готове для «Сімпсоніфікації» історії про геймерів…Ми також" трохи повеселитись жартуючи над деякими стереотипами щодо геймерів, як, наприклад, коли коментатор говорив про те, що Барт не дав GG іншій команді. |

## Ставлення критиків і глядачів
Під час прем'єри серію переглянули 2,08 млн осіб з рейтингом 0.8, що зробило її другим найпопулярнішим шоу на каналі «Fox» тієї ночі, після «Бургерів Боба».
Денніс Перкінс з «The A.V. Club» дав серії оцінку B-, сказавши, що серія «уникає більшості найбільш очевидних підводних каменів, про які говорить такий сюжет».
Згідно з голосуванням на сайті The NoHomers Club більшість фанатів оцінили серію на 3/5 s 4/5 із середньою оцінкою 3,29/5.